# Danguwapasi
Danguwapasi là một census town ở quận Pashchimi Singhbhum ở bang Jharkhand, Ấn Độ.

## Dân số
Theo cuộc điều tra dân số năm 2001 của Ấn Độ,India Danguwapasi có một dân số 5174 người. Nam giới chiếm 53% dân số và nữ giới chiếm 47% dân số. Danguwapasi có một tỷ lệ biết chữ là 68%, cao hơn mức trung bình của quốc gia là 59,5%; với 78% đàn ông biết chữ và 56% phụ nữ biết chữ. 14% dân số dưới 6 tuổi.